# Shiraia
Shiraia là một chi bướm đêm thuộc họ Noctuidae.